# Шульц, Герман (богослов)
Ге́рман Шульц (нем. Heinrich Hermann Schultz; 30 декабря 1836, Люхов — 15 мая 1903, Гёттинген) — германский лютеранский богослов, педагог, духовный писатель
, настоятель аббатства Бурсфельде в городе Ганн. Мюнден.

## Биография
Окончил школу в Целле, с 1853 по 1856 год изучал богословие и философию в университетах Гёттингена и Эрлангена.
В 1856—1858 годах был домашним учителем в Гамбурге, в 1858 году получил степень доктора богословия и годом позже начал читать богословие в Гёттингене; после габилитации остался преподавать в этом же городе, получив звание приват-доцента.
В 1864 году перешёл в Базельский университет, получив звание ординарного профессора.
С 1870 года был пастором Базельской церкви.
В 1872 году стал профессором недавно на тот момент основанного Страсбургского университета, а спустя два года перешёл в Гейдельбергский университет, где начал преподавать практическое богословие.
С 1876 года преподавал на богословском факультете Гёттингенского университета практическое и систематическое богословие и экзегетику. Вскоре стал университетским проповедником, в 1881 году получил место советника консистории, а в 1890 году — настоятеля аббатства Бурсфельде. Скончался после продолжительной болезни.
В богословии придерживался либеральных взглядов; считал, что божественность Христа следует рассматривать как выражение опыта христианской общины. По его мнению, Христос своей жизнью и делами являл людям божественное откровение, а вера в его божественность должна базироваться не на природном, но на нравственном чуде. Обычно причисляется к теологической школе Альбрехта Ричля, однако имел с ним расхождения по взглядам и в целом занимал более мягкие позиции.

### Главные работы
- «Die Voraussetzungen der christlichen Lehre von der Unsterblichkeit» (Гёттинген, 1861);
- «Zu den kirchlichen Fragen der Gegenwart» (Франкфурт, 1869);
- «Alttestamentliche Theologie» (Геттинген, 1869—1870; 5-е издание в одном томе — 1896);
- «Die Lehre von der Gottheit Christi» (Гота, 1881);
- «Predigten» (там же, 1882);
- «Zur Lehre vom heiligen Abendmahl» (Гота, 1886);
- «Grundriss der evangelischen Dogmatik» (Гёттинген, 1890; 2-е издание — 1892);
- «Grundriss der evangelischen Ethib» (там же, 1891);
- «Grundriss der christlichen Apologetik» (там же, 1894).

Известность имели также три его проповеди 1880, 1902, 1903 годов.